# FKゴラジュデ
FKゴラジュデ（FK Goražde）は、ボスニア・ヘルツェゴビナのボスニア・ヘルツェゴビナ連邦ゴラジュデをホームタウンとするサッカークラブである。

## 歴史
1918年にゴラジュデでFKヘルツェグ・スティエパン (Fudbalski klub Herceg Stjepan) が創設された。1922年にGoškに改称され、この名前で第二次世界大戦まで活動した。1946年にFKブラツトヴォ (Fudbalski klub Bratstvo) が創設され、1948年にスロガ (Sloga)、1952年にポビィエダ (Pobjeda) に改称された。1957年にポビィエダを基にGoškとラドニチュキ (Radnički) が創設され、1960年に両クラブが合併してゴラジュデ (Goražde) が誕生した。
2013-14シーズンにドルガ・リーガFBiH・中央地域で優勝してプルヴァ・リーガFBiHに昇格した。2016-17シーズンは最終第30節まで残留争いを演じ、FKヴェレジュ・モスタルと同勝ち点で終えたが、当該チーム間の対戦成績によりヴェレジュが残留、ゴラジュデが降格となった。
2017-18シーズンにドルガ・リーガFBiH・中央地域で優勝、昇格プレーオフで同・南地域優勝のHŠKポスシェと対戦し、0-0、1-0で勝利してプルヴァ・リーガFBiHに昇格した。

## 獲得タイトル
- ドルガ・リーガFBiH：2回
  - 2013-14, 2017-18